# キャッチオール規制
キャッチオール規制（キャッチオールきせい）または、補完的輸出規制（ほかんてきゆしゅつきせい、英語: Catch-All Controls）は、外国為替及び外国貿易法（日本法）を根拠として2002年4月に導入された、日本における安全保障貿易管理の枠組みの中で、大量破壊兵器及び通常兵器の開発等に使われる可能性のある貨物の輸出や技術の提供行為などを行う際、経済産業大臣への届け出およびその許可を受けることを義務付けた制度。
日本国政府が上記の輸出管理制度の中で、優遇措置の対象国を日本では「ホワイト国」（ホワイトこく）と呼んでいた。
2019年8月2日より「ホワイト国」という名称が「グループA」，「非ホワイト国」は「グループB、C、D」へと変更された。

## 概要
国際的な平和と安全を維持するためには、国家による大量破壊兵器の開発・製造や、通常兵器の過度な蓄積を阻止することが必要である。したがって、日本国政府がそのような用途に使われる可能性のある製品の輸出を規制することを目的として、この制度が制定されている。
同制度は、規制対象品目、客観要件（輸出者が需要者と用途を確認した結果、軍用に用いられるおそれがある場合）およびインフォーム要件（経済産業大臣から許可申請すべき旨の通知を受けた場合）に基づき、輸出の規制（禁止）となる品目、用途や需要者を定めることで、リスト規制のみでは対応できなかった製品の輸出規制を可能とするものである。
また対象製品は極めて広範で、リスト規制対象品ほど即座に軍事転用可能なものではないが、使い方によっては大量破壊兵器や通常兵器の開発などに寄与する可能性のある製品、すなわち食料と木材以外の軽・重化学工業製品全般である。日本ではワッセナー・アレンジメント協定などの国際輸出管理レジームのもと、経済産業省がキャッチオール規制を定めている。この中で「大量破壊兵器キャッチオール」と「通常兵器キャッチオール」の2種類が定められている。
規制対象となる品目はHSコード第25類から第40類、第54類から第59類、第63類、第68類から第93類、又は第95類に区分されるもの、及びそれら貨物に係る技術である。
対象国・地域は、「大量破壊兵器キャッチオール」については輸出貿易管理令の別表第3に示される国（「グループA」、2019年8月までの通称「ホワイト国」）27カ国以外、「通常兵器キャッチオール」については輸出貿易管理令の別表第3の2に示される国・地域（国連武器禁輸国・地域）であり、グループAに指定される欧米諸国を中心とする国はキャッチオール規制の対象外となる。これらの国は輸出管理レジームのもと管理を厳格に実施しているため、上記の兵器の拡散を行わないことが明白であるからであるとされる。
それ以外の国（グループB、C、D）へ該当品目（前述の客観要件、ないしインフォーム要件に接触する製品）を輸出する際には、基本的に契約ごとの個別許可を経済産業大臣から受けなければならない。なお、グループB、C、Dの分類とキャッチオール規制の手続きに関連性は無い。
また、経済産業省は客観要件に該当する輸出先として特に懸念される企業・組織等を外国ユーザーリストとして公表している。

### グループA（輸出管理優遇措置対象国）
「輸出貿易管理令 別表第3」により、2023年7月21日時点で以下の27か国が対象となっている。
ヨーロッパ (21)
- アイルランド
- イギリス
- イタリア
- オーストリア
- オランダ
- ギリシャ
- スイス
- スウェーデン
- スペイン
- チェコ
- デンマーク
- ドイツ
- ノルウェー
- ハンガリー
- フィンランド
- フランス
- ブルガリア
- ベルギー
- ポーランド
- ポルトガル
- ルクセンブルク

南北アメリカ (3)
- アメリカ合衆国
- アルゼンチン
- カナダ

オセアニア (2)
- オーストラリア
- ニュージーランド

アジア (1)
- 韓国

### グループB
国際輸出管理レジームに参加し、一定要件を満たす国・地域。
ヨーロッパ (3)
- エストニア - バルト三国。
- ラトビア - 同上。
- リトアニア - 同上。

アフリカ (1)
- 南アフリカ共和国

アジア (1)
- トルコ

### グループC
グループA、B、Dのいずれにも該当しない国。

### グループD
「輸出貿易管理令 別表第3の2」（国連武器禁輸国・地域)、「輸出貿易管理令 別表第4」（懸念国）の国・地域。
アジア (5)
- アフガニスタン
- イラン
- イラク
- レバノン
- 北朝鮮

アフリカ (6)
- コンゴ民主共和国
- スーダン
- ソマリア
- 中央アフリカ共和国
- 南スーダン
- リビア

## 韓国への優遇措置の停止と解除
大韓民国は、2004年にリストに追加されて以来、輸出管理優遇措置対象であるホワイト国であったが、経済産業省は2019年（令和元年）7月1日に優遇措置の適用を停止し、ホワイト国から除外するための法令改正手続きを開始した。
同年7月1日から24日までパブリックコメントを募集した後、8月2日に除外の閣議決定（第4次安倍第1次改造内閣）が行われた。7日に輸出貿易管理令の一部を改正する政令が公布、8月28日に施行された。日本国政府は「韓国が指定された2004年より前の状態に戻るだけ」と述べている。
一方、大韓民国大統領の文在寅は、大方の予想を上回る「盗人猛々しい」「重大な挑戦」といった強い言葉で、これを非難した。韓国はリストから除外される初めての国となる。これにより韓国は、グループAからグループBに変更となった。同年9月11日、韓国は日本のホワイト国除外は不当な措置であるとして世界貿易機関に提訴を行った。
2022年8月4日、日韓外相会談の中で韓国側はホワイト国への復帰を日本側に求めた。背景には徴用工問題をテコにして有利な材料を引き出したいという思惑があったが、日本側は徴用工問題とホワイト国復帰は別問題であるとして要請に応じなかった。
日本は今回の措置を緩和する条件として、「通常兵器キャッチオール規制」を韓国側に要求している。この制度は、食品と木材を除く全品目を、兵器転用を防止する対象にしており、日・米・欧各国が導入している。
2023年3月6日、韓国側がWTOに提訴していた紛争手続きを「中断する」と発表したことを受け、経産省はホワイト国停止解除に向けた協議を始めると発表した。
2023年3月16日、日韓の局長級の政策対話の結果、韓国の輸出管理体制の改善を確認したこと、前述のWTOへの紛争手続きの中断を受けて、韓国に対する半導体関連品目の輸出管理の厳格化措置を緩和すると発表した。ホワイト国への復帰については、西村経産相は会見で「ホワイト国にするかどうかはまだ何も決まっていない」、「幅広い品目における韓国側の輸出管理制度の実効性をしっかり確認し、今後の姿勢を慎重に見極めていきたい」と述べた。
2023年4月28日、経産省は、韓国側の輸出管理の制度や運用状況を確認した結果、軍事転用への懸念が解消されたと判断し、韓国をグループA（ホワイト国）に復帰させると発表した。
2023年6月27日、韓国をグループA（ホワイト国）に復帰させる政令改正を閣議決定した。政令改正案は6月30日に公布、7月21日に施行され、2019年以前の状態に完全復帰した。